# Preah Khan
Preah Khan – świątynia w Kambodży, zbudowana przez króla Dżajawarmana VII.

## Historia
Świątynia zaczęła powstawać w 1191 roku na cześć zwycięstwa Dżajawarmana VII nad Czamami lub w celu upamiętnienia Dharanindrawarmana II. Budowla ta była jednocześnie świątynią buddyjską i hinduistyczną. Po zbudowaniu miejsce to było kompleksem świątynnym, zespołem klasztornym oraz uniwersytetem buddyjskim. Wokół kompleksu według inskrypcji mieszkało 100 tys. mieszkańców. W 1939 roku świątynia została odkryta przez francuskich badaczy, a od 1991 roku regularnie przechodzi renowacje.

## Galeria

Preah Khan
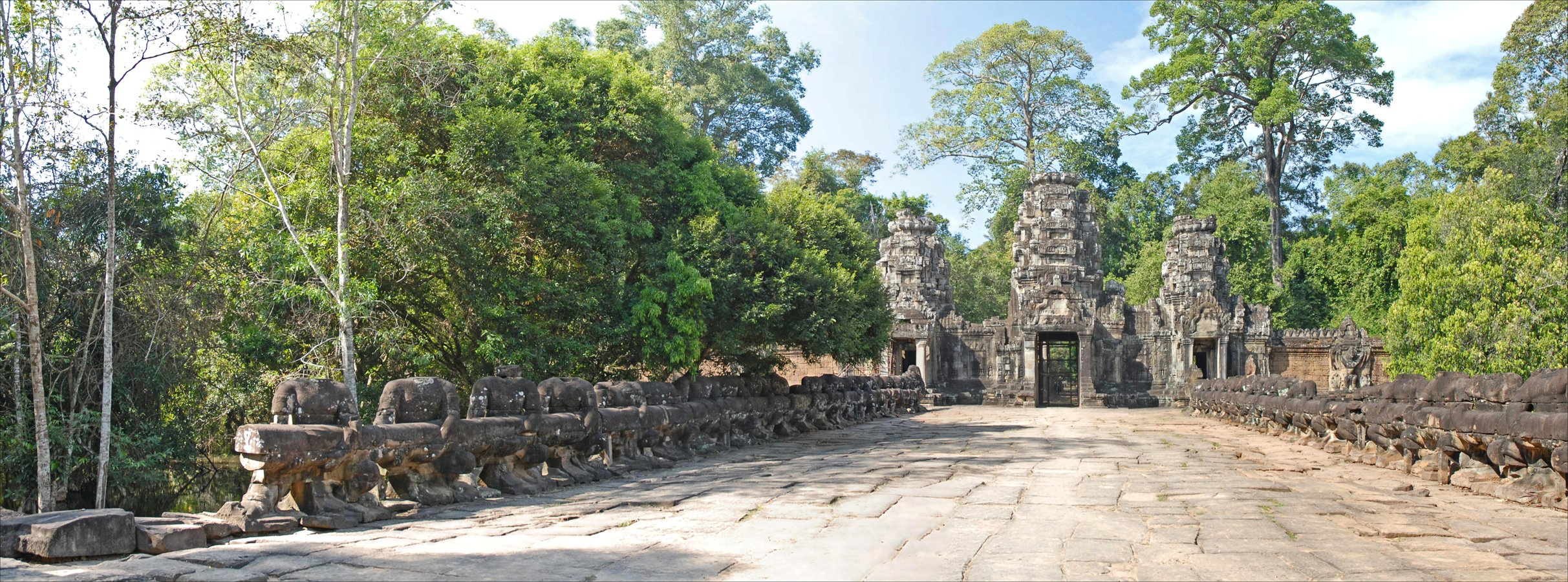
Preah Khan
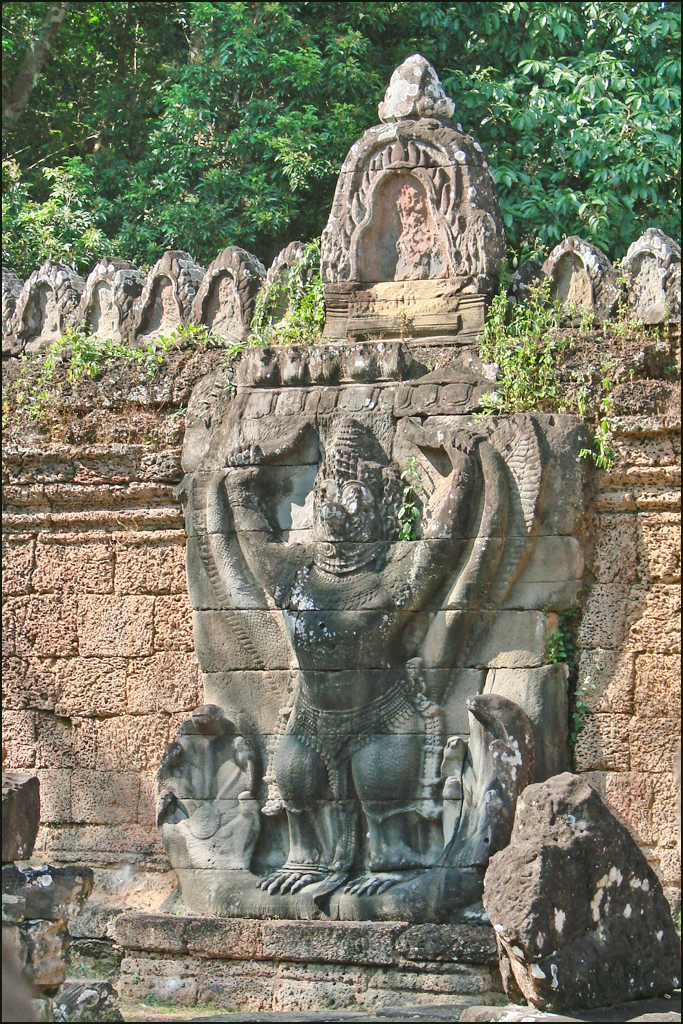
Garuda w Preah Khan
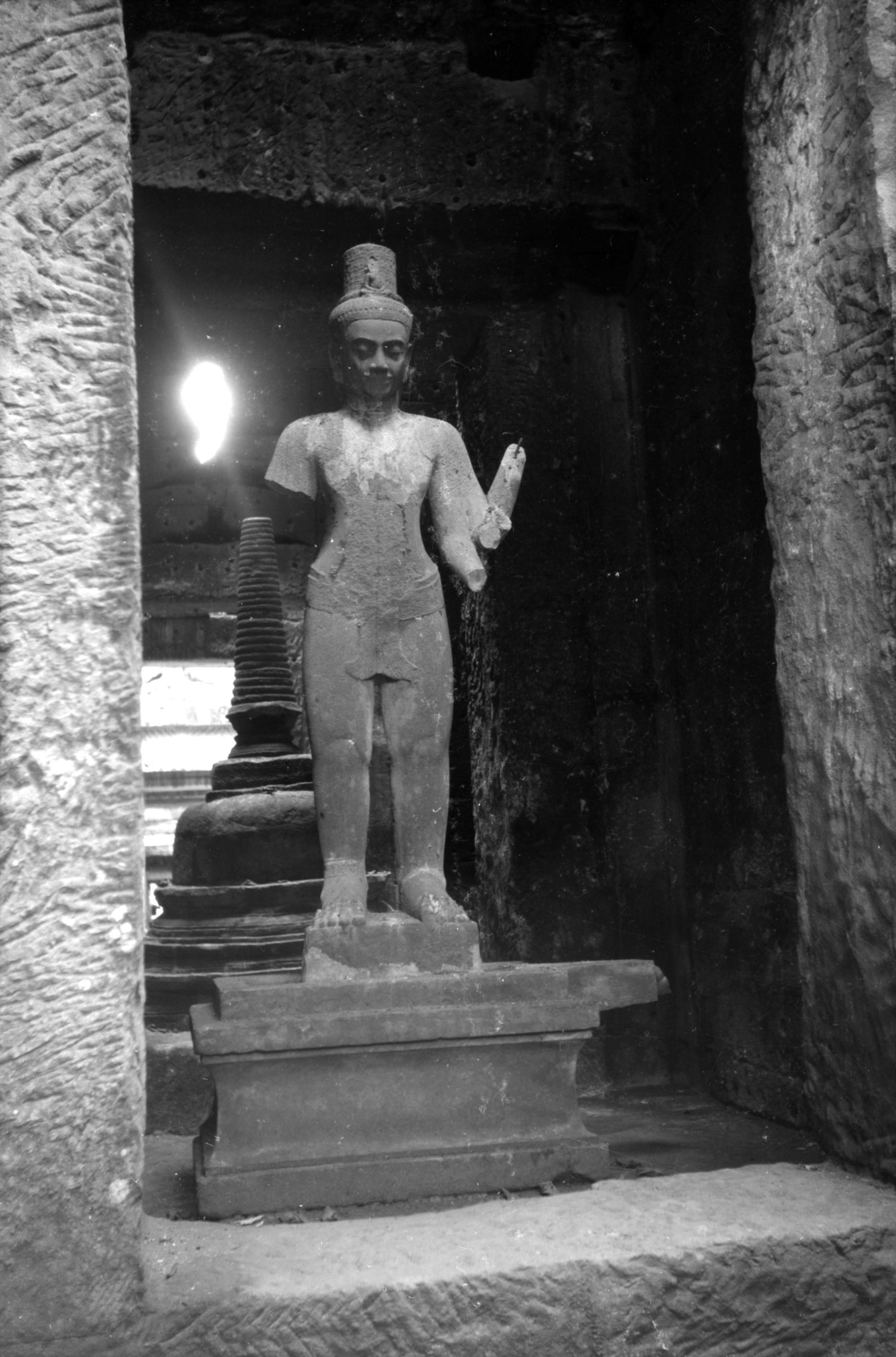
Statuetka Awalokiteśwary w Preah Khan, 1942
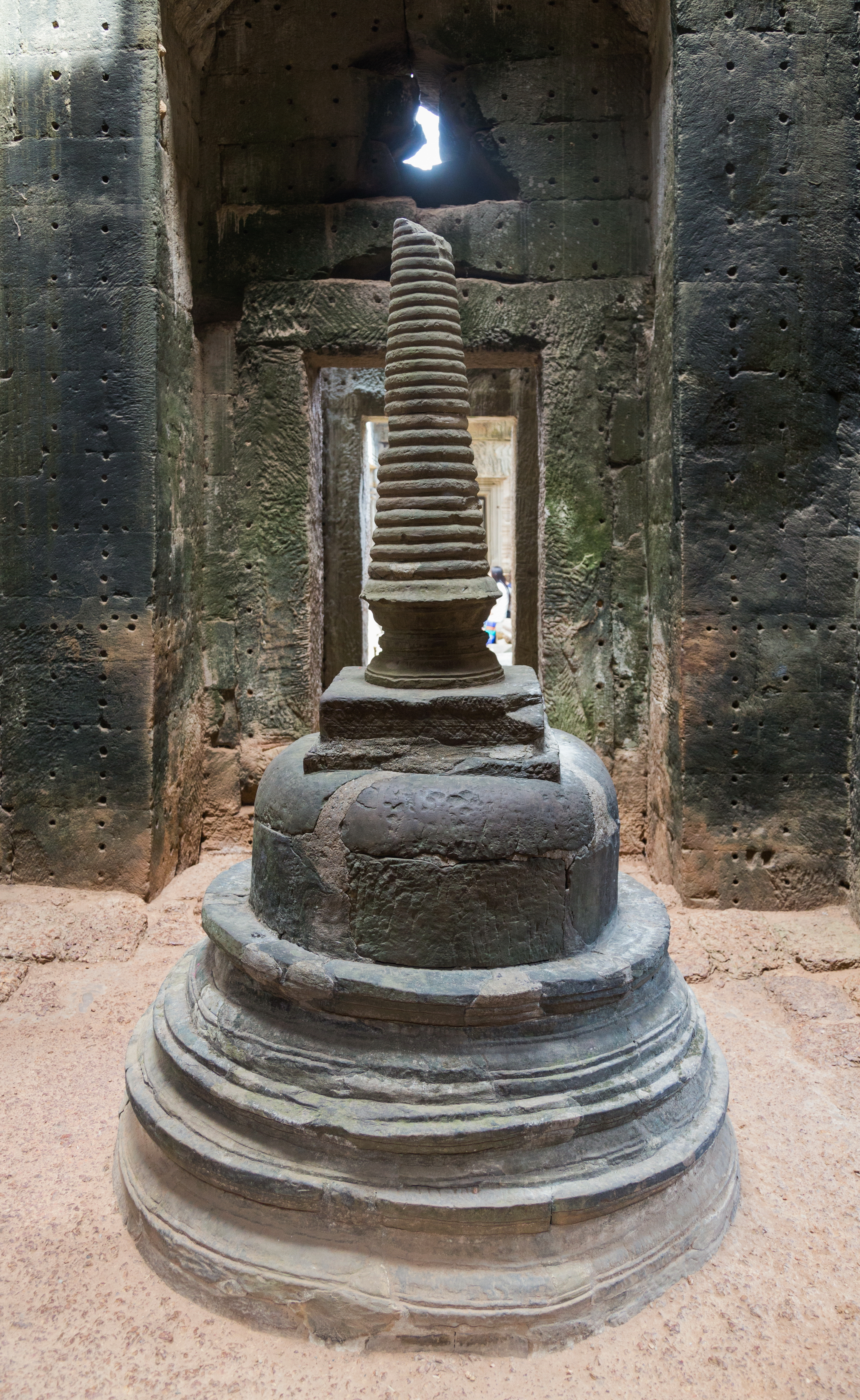
Makieta stupy
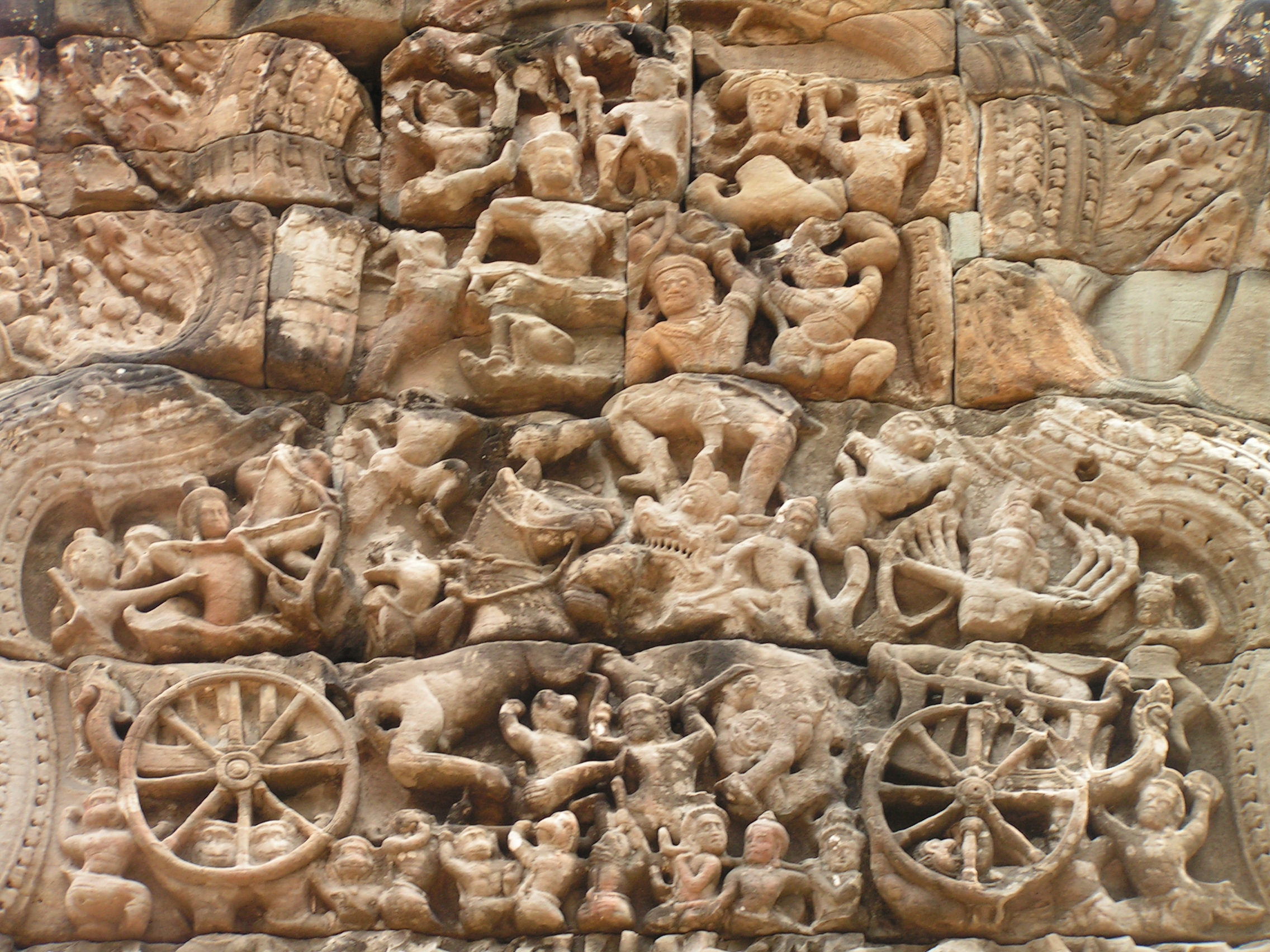
Relief przedstawiający scenę bitwy
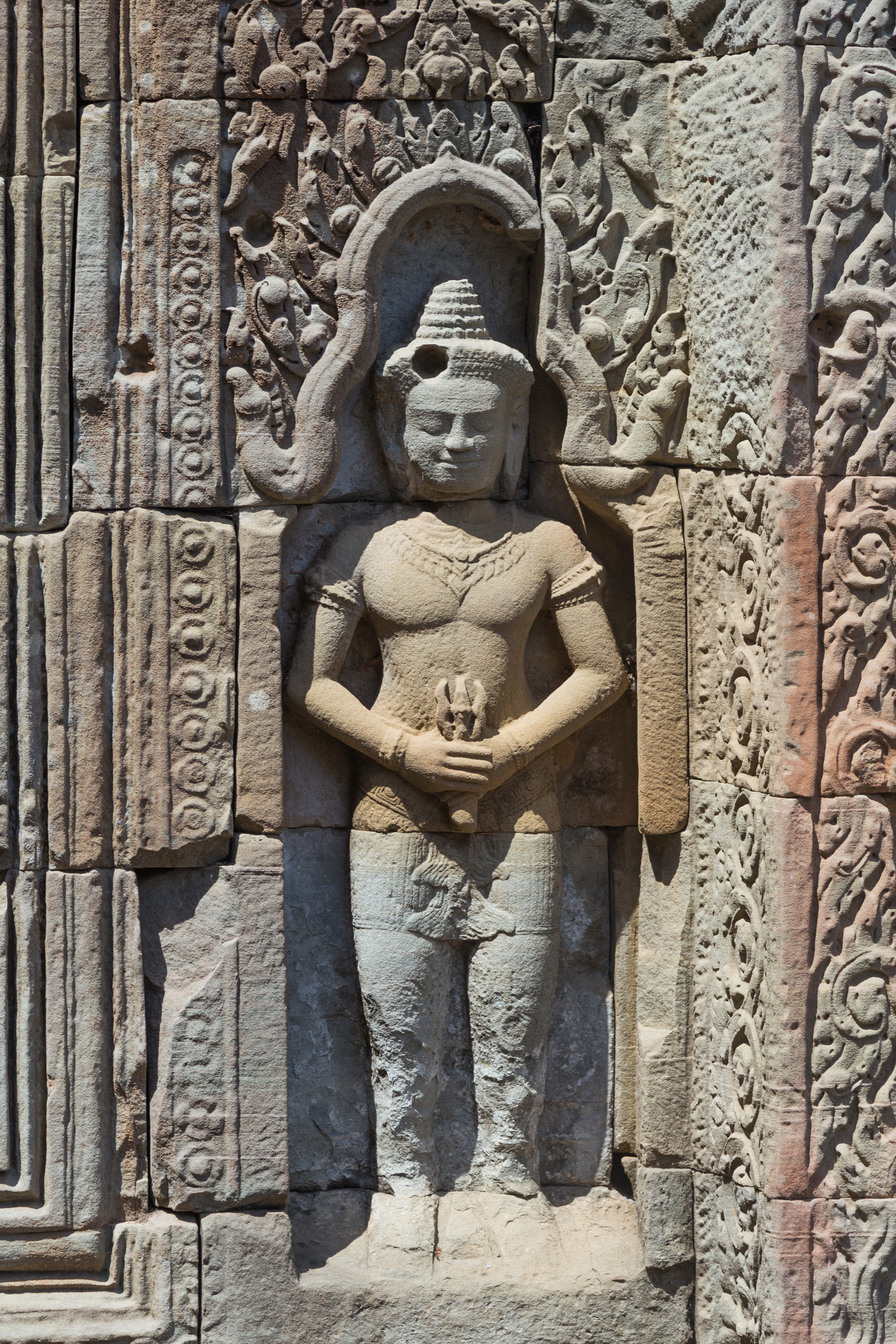
Preah Khan
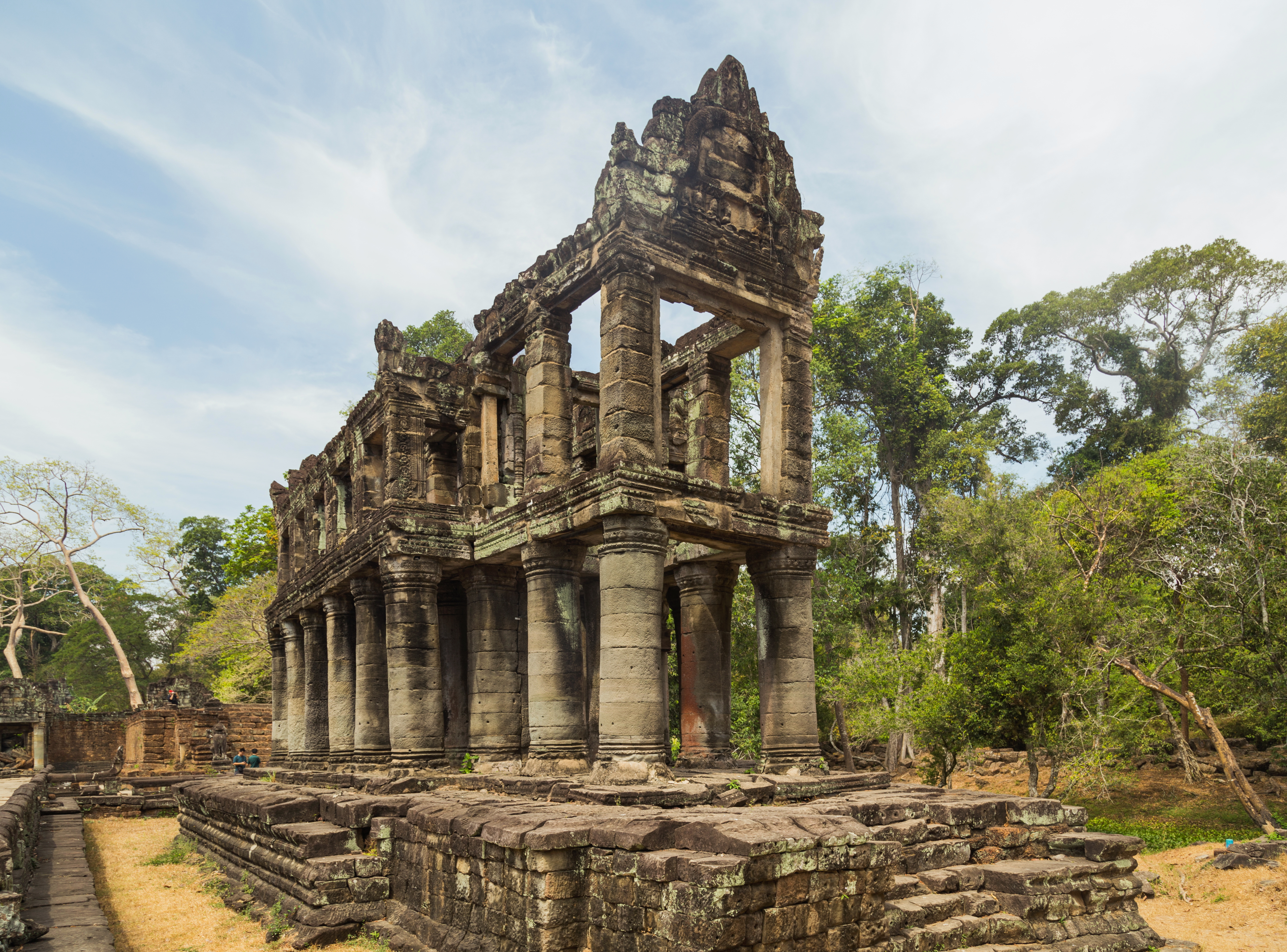
Pozostałości biblioteki przy świątyni
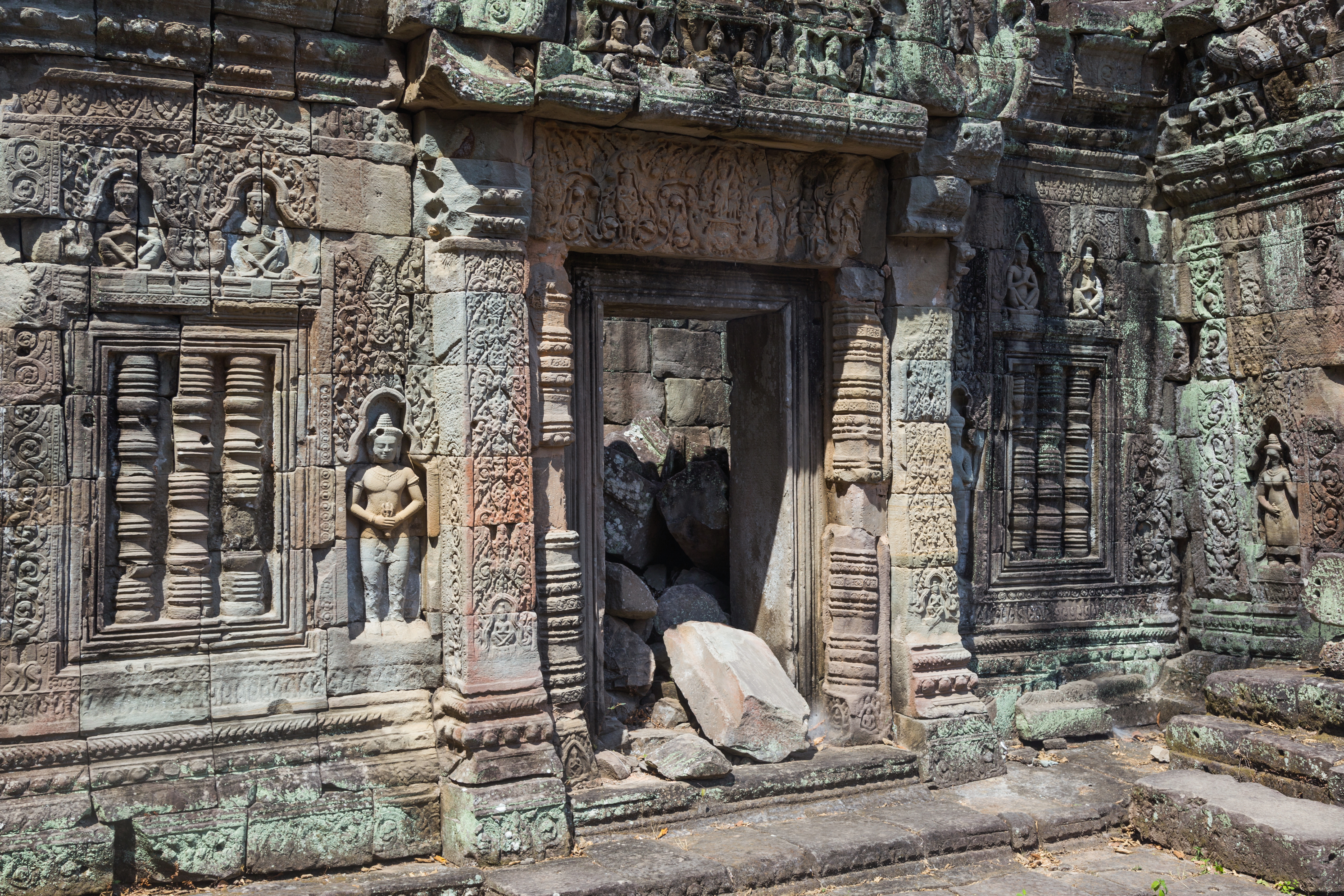
Preah Khan
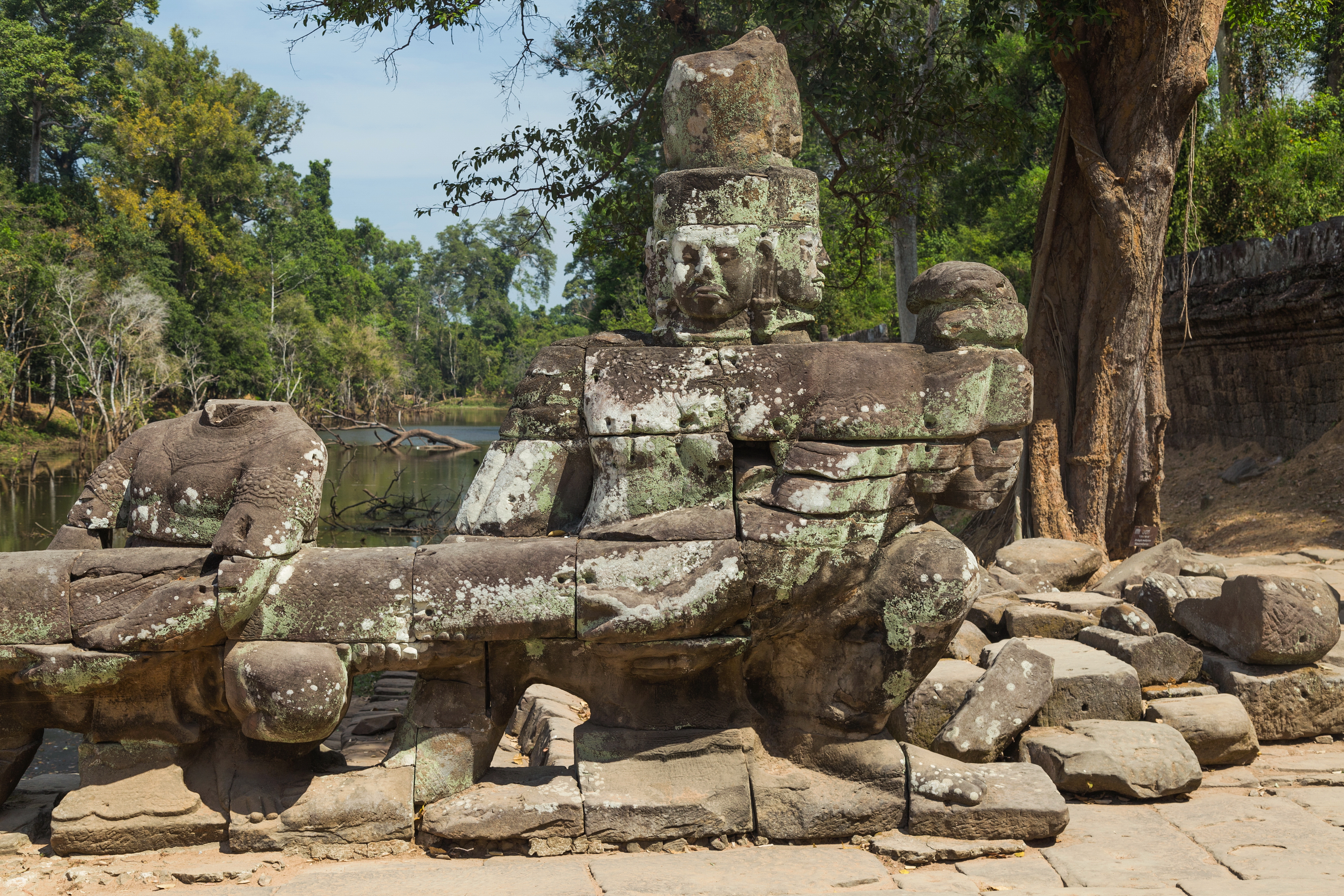
Preah Khan
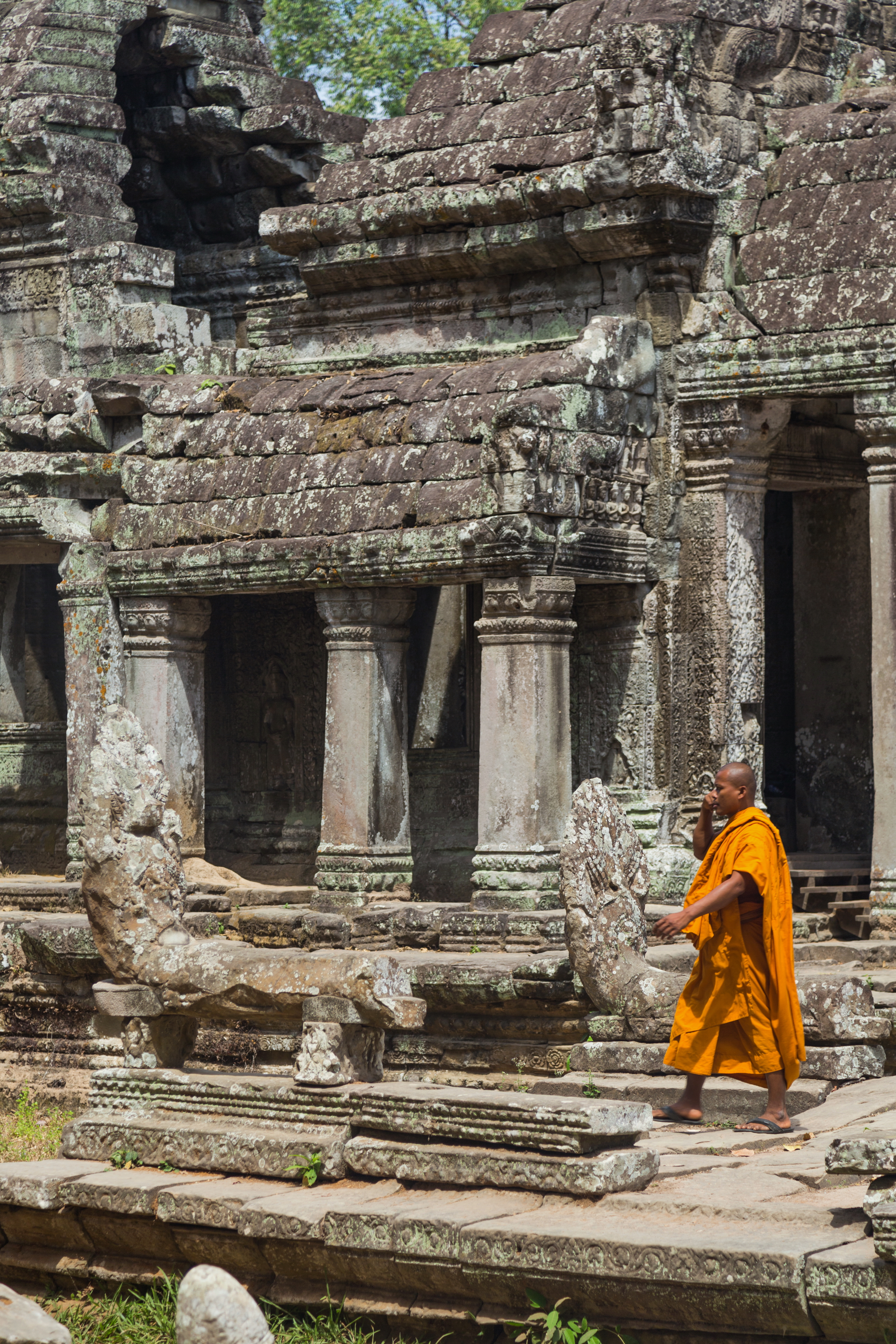
Mnich buddyjski w Preah Khan